# SMS V 150
SMS V 150 – niemiecki niszczyciel z okresu I wojny światowej, pierwsza jednostka typu V 150. 18 maja 1915 roku zatonął po kolizji z SMS V 157 w zatoce Jadebusen .